# Métro de Hanoï
Le métro de Hanoï est un réseau métropolitain dans la ville de Hanoï, capitale du Viêt Nam.
Le réseau comprendra à terme huit lignes d'une longueur totale de 318 kilomètres (198 miles) et devrait initialement transporter 200 000 passagers par jour. À son ouverture, la fréquentation quotidienne s'élevait à 12 000;

## Histoire
Les travaux d'une première ligne (ligne 3) de 12,50 km (dont 8,5 km en aérien et 4 km en souterrain), comportant 12 stations ont débuté en 2021. Le groupe français Systra participe à sa construction.
Ce réseau doit comporter cinq lignes à l'horizon 2030 et 8 lignes à l'achèvement du projet.
Son exploitation commerciale est confiée à une filiale de Tokyo Metro Vietnam.
Le 6 novembre 2021, la ligne 2A est entrée en service.

## Lignes en construction en 2022
La ligne 3 est en construction et devrait ouvrir en 2023.

## Lignes projetées
En 2019, les lignes en projet sont les suivantes :
| Code | N. | Nom de ligne   | Itinéraire | Longueur (km) | Statut                           | Nb | Dépôts                     | Inv. | Fin.    |
| ---- | -- | -------------- | --- | ------------- | -------------------------------- | -- | -------------------------- | ---- | ------- |
| L    | 1  | Long Biên (L)  | - Yên Viên/Dương Xá - Long Biên - Gare de Hanoï - Ngọc Hồi                                                                    | 36            | approbation du budget en attente | 23 | Yên Viên Dương Xá Ngọc Hồi | MoT  | JICA    |
| H    | 2  | Hoàn Kiếm (H)  | - Aéroport international de Nội Bài - Nhat Tan Bridge - Hoang Hoa Tham - Lac Hoan Kiem - Hang Bai - Dai Co Viet - Thuong Dinh | 42            | approbation du budget en attente | 32 | Xuân Đỉnh Phủ Lỗ           | HPC  | JICA    |
| C    | 2A | Cát Linh (C)   | - Cát Linh - Giảng Võ *Láng Hạ - Thanh Xuan - Ha Dong                                                                         | 14            | En service                       | 12 | Yên Nghĩa                  | MoT  | Chexim  |
| V    | 3  | Văn Miếu (V)   | - Trôi - Nhổn - Gare de Hanoï - Hoang Mai                                                                                     | 26            | en construction                  | 26 | Nhổn                       | HPC  | AFD BEI |
| T    | 4  | Thăng Long (T) | - Me Linh - Dong Anh - Sài Đồng - Vĩnh Tuy - Ring road 2.5 - Cổ Nhuế - Liên Hà                                                | 54            | planification initiale           | 41 | Liên Hà Đại Mạch           | HPC  | TBA     |
| K    | 5  | Kim Mã (K)     | - Tay Ho - Ngọc Khánh - Boulevard Thăng Long - An Khánh - Ring road 4 - Hoà Lạc                                               | 39            | planification initiale           | 17 | - Sơn Đồng - Hoà Lạc       | HPC  | TBA     |
| N    | 6  | Nội Bài (N)    | Aéroport international de Nội Bài - Phú Diễn - Hà Đông - Ngọc Hồi                                                             | 43            | planification initiale           | 29 | - Ngọc Hồi - Kim Mỗ        | HPC  | TBA     |
| Đ    | 7  | Hà Đông (Đ)    | - Mê Linh - Nhổn - Vân Canh - Dương Nội - Hà Đông                                                                             | 28            | planification initiale           | 23 | Mê Linh                    | HPC  | TBA     |
| M    | 8  | Mỹ Đình (M)    | - Sơn Đồng - Mai Dịch - Ring road 3 - Lĩnh Nam - Dương Xá                                                                     | 37            | planification initiale           | 26 | Sơn Đồng Cổ Bì             | HPC  | KOICA   |
| S    | 9  | Sơn Tây (S)    | - Sơn Tây - Hoà Lạc - Xuân Mai                                                                                                |               | planification initiale           |    | Sơn Tây Xuân Mai           | HPC  | TBA     |
|      |    |                | |               |                                  |    |                            |      |         |

### Monorail
Selon la planification des transports de Hanoi Capitale à 2030, approuvée par le Premier ministre en 2016, en plus de 8 lignes de métro urbains, Hanoi prévoit également de mettre en œuvre trois lignes de train monorail.
| Monorail | Trajet                                                                  | Distance (km) |
| -------- | ----------------------------------------------------------------------- | ------------- |
| M1       | Liên Hà ↔ Tân Lập ↔ An Khánh                                            | 11            |
| M2       | Giáp Bát ↔ Thanh Liệt ↔ Phú Lương Mai Dịch ↔ Mỹ Đình ↔ Văn Mỗ ↔ Phúc La | 22            |
| M3       | Nam Hồng ↔ Mê Linh ↔ Đại Thịnh                                          | 11            |